# Muhàmmad ibn Àhmad ibn Issa
Muhàmmad ibn Àhmad ibn Issa fou emir xaibànida de Djazira, Arzanene i Diyar Bakr amb capital a Amida. Va succeir el seu pare Àhmad ibn Issa ibn Xaykh quan va morir el 898.
Muhammad va construir el minaret i la mesquita principal de Mayyafarikin. El 899 el califa va decidir recuperar el control del Diyar Bakr i va enviar una expedició que va dirigir personalment acompanyat del seu fill el futur al-Muktafi. Amida fou assetjada de l'abril al juny del 899. Finalment l'emir va demanar l'aman que fou concedit i fou enviat en residència a un palau de Bagdad. Fou el darrer membre de la dinastia xaibànida que va tenir poder.
El gener del 900 el visir Ubayd-Al·lah ibn Sulayman va saber que es volia escapar i va informar al califa que el va fer detenir. La seva sort posterior és desconeguda.
Al segle x encara consta un descendent: Ahmad ibn al-Abbas ibn Isa ibn Shaykh.